# Miss Gibraltár

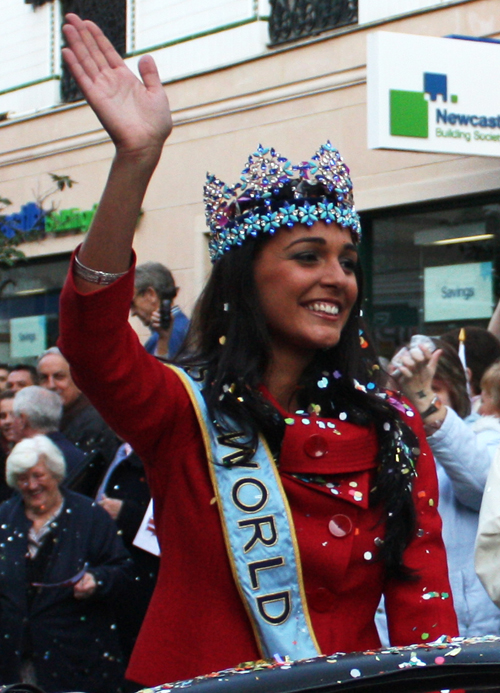
Kaiane Aldorino, Miss World 2009

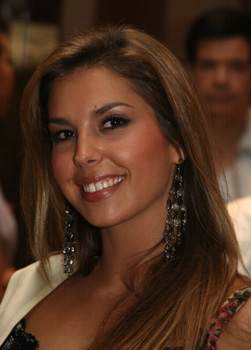
Danielle Perez, Miss Gibraltár 2007

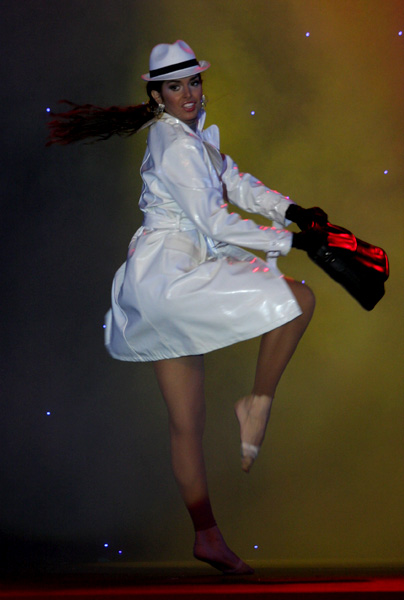
Krystel Robba, Miss Gibraltár 2008

A Miss Gibraltár (Miss Gibraltar) egy évenkénti megrendezésű szépségverseny a Nagy-Britanniához tartozó Gibraltáron. A versenyt először 1959-ben rendezték meg, de 1960 és 1963 között elmaradt. Azóta a győztes a Miss World versenyen képviseli Gibraltárt. 1981 és 1990 között a győztes részt vett a Miss Universe versenyen is, ám eredmény nélkül. Gibraltár a Miss World versenyen is sikertelen volt, egészen 2009-ig, amikor Kaiane Aldorino megnyerte a versenyt.

## Győztesek
A verseny győztesei a Miss World versenyen elért helyezésükkel.
| Év   | Név                            | Helyezés |
| ---- | ------------------------------ | -------- |
| 1959 | Viola Abudarham                |          |
| 1964 | Lydia Davis                    |          |
| 1965 | Rosemary Viñales               |          |
| 1966 | Grace Valverde                 |          |
| 1967 | Laura Bassadone                |          |
| 1968 | Sandra Sanguinetti             |          |
| 1969 | Marliou Chiappe                |          |
| 1970 | Carmen Gomez                   |          |
| 1971 | Lisette Chipolina              |          |
| 1972 | Rosemary Catania               |          |
| 1973 | Josephine Rodriguez            |          |
| 1974 | Patricia Orfila                |          |
| 1975 | Lilian Lara                    |          |
| 1976 | Rosemary Parody                |          |
| 1977 | Lourdes Holmes                 |          |
| 1978 | Rosanna Bonfante               |          |
| 1979 | Audrey Lopez                   |          |
| 1980 | Yvette Dominguez               |          |
| 1981 | Michelle Lara                  |          |
| 1982 | Louise Gillingwater            |          |
| 1983 | Jessica Palao                  |          |
| 1984 | Karina Hollands                |          |
| 1985 | Gail Francis                   |          |
| 1986 | Dominique Martinez             |          |
| 1987 | Maite Sanchez                  |          |
| 1988 | Tatiana Desoiza                |          |
| 1989 | Audrey Gingel                  |          |
| 1990 | Sarah Yeats                    |          |
| 1991 | Ornella Costa                  |          |
| 1992 | Michelle Torres                |          |
| 1993 | Jenifer Ainsworth              |          |
| 1994 | Melissa Berllaque              |          |
| 1995 | Monique Chiara                 |          |
| 1996 | Samantha Lane                  |          |
| 1997 | Rossanna Ressa                 |          |
| 1998 | Melanie Soiza                  |          |
| 1999 | Abigail Garcia                 |          |
| 2000 | Tessa Sacramento               |          |
| 2001 | Luann Richardson               |          |
| 2002 | Natalie Monteverde             |          |
| 2003 | Kim Falzun                     |          |
| 2004 | Helen Gustafson                |          |
| 2005 | Melanie Chipolina              |          |
| 2006 | Hayley O`Brien                 |          |
| 2007 | Danielle Perez                 |          |
| 2008 | Krystle Robba                  |          |
| 2009 | Kaiane Aldorino                | győztes  |
| 2010 | Larissa Dalli                  |          |
| 2011 | Michelle Gillingwater Pedersen |          |
| 2012 |                                |          |
| 2013 | Maroua Kharbouch               | Top 6    |

## Fordítás
Ez a szócikk részben vagy egészben  a   Miss Gibraltar című angol Wikipédia-szócikk ezen változatának fordításán alapul.  Az eredeti cikk szerkesztőit annak laptörténete sorolja fel. Ez a jelzés csupán a megfogalmazás eredetét és a szerzői jogokat jelzi, nem szolgál a cikkben szereplő információk forrásmegjelöléseként.